# Oncideres macra
Oncideres macra är en skalbaggsart som beskrevs av Thomson 1868. Oncideres macra ingår i släktet Oncideres och familjen långhorningar. Inga underarter finns listade i Catalogue of Life.